# Южно-русское горнопромышленное общество

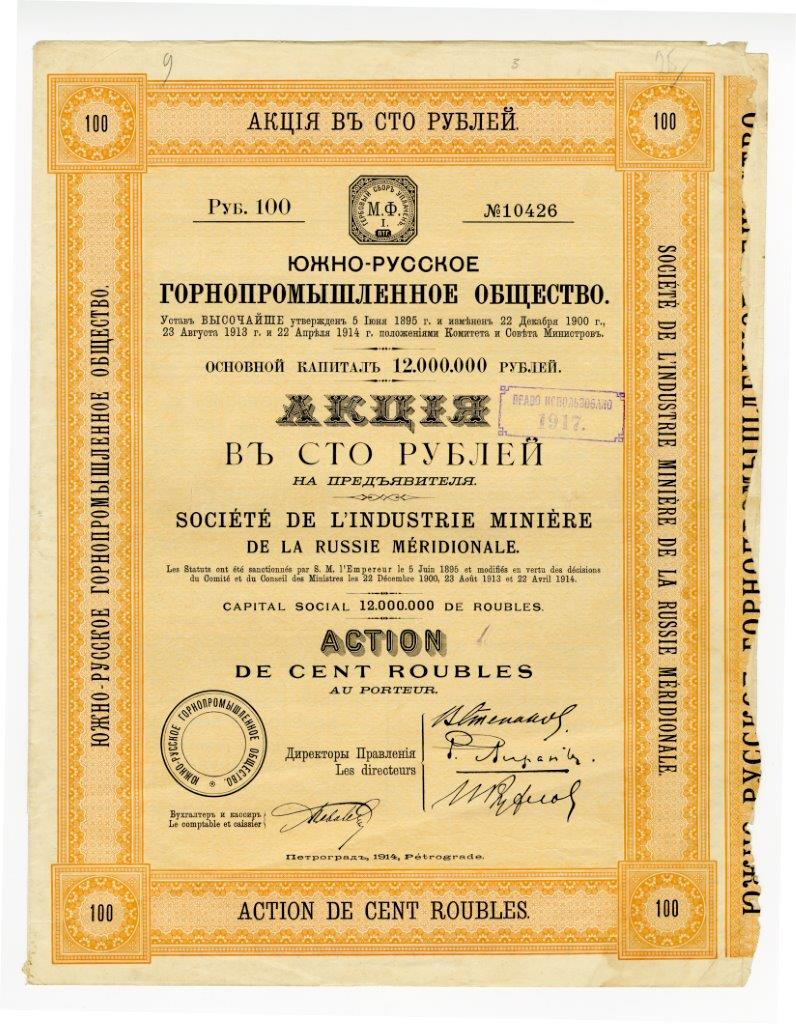
Акция в 100 руб. на предъявителя Южно-Русского горнопромышленного общества с основным капиталом в 12 млн руб. Петроград, 1914 г.

Южно-русское горнопромышленное общество (ЮРГО) — одна из ведущих угледобывающих компаний Донецкого каменноугольного бассейна дореволюционной России.
Компания зарегистрирована в 1895 г. в Санкт-Петербурге (Устав Высочайше утвержден 5 июня 1895 г., изменен 22 декабря 1900, 23 августа 1913 г. и 22 апреля 1914 гг.), там же в столице Империи располагалось Правление Общества. Основной капитал Южно-Русского общества, изначально составлявший 1,38 млн руб., был впоследствии доведен до 12 млн руб.
Южно-Русское общество занималось разработкой и освоением собственных каменноугольных рудников при этом постоянно увеличивая их количество путём приобретения новых. В частности после банкротства в начале 1914 г. Алексеевского горнопромышленного акционерного общества ЮГРО скупило принадлежавшие ему шахты в Чистяково (ныне Торез Донецкой области, Украина). В 1914-1915 годах были пущены в эксплуатацию шахты Капитальная, 3 Дон-ЮРГО, Грабовский рудник, шахты Гербильского, Вербило и другие.
Предприятиями Южно-Русского горнопромышленного общества в разное время руководили В. А. Степанов, известный русский горный инженер, впоследствии политик, член Государственной Думы Российской империи и деятель Белого движения, а также М. В. Смидович, выдающийся российский специалист горного дела, брат известного писателя-пушкиниста В. В. Вересаева (Смидовича).
Акции Южно-Русского горнопромышленного общества котировались в том числе и на Парижской фондовой бирже.